# Przedsiębiorstwo Robót Montażowych „Chemomontaż”
Przedsiębiorstwo Robót Montażowych „Chemomontaż” – zlikwidowane przedsiębiorstwo państwowe z siedzibą w Pionkach.

## Działalność przedsiębiorstwa
Przedsiębiorstwo Robót Montażowych „Chemomontaż” powstało w 1973 na bazie Przedsiębiorstwa Budowlano-Montażowego „Ogranika” w Pionkach.
W 1981 wartość ogólnej produkcji wynosiła ponad 500 mln złotych dla kraju i 139 mln złotych na eksport. W 1984 wartość majątku trwałego należącego do zakładu wynosiła 1.218,8 mln złotych.
28 lutego 1992 przekształcono przedsiębiorstwo w Spółkę Akcyjną „Chemomontaż”.
24 października 2000 ogłoszono upadłość „Chemomontaż” S.A. w Pionkach. W związku z wyrokiem sądu od 29 sierpnia 2000 nazwa firmy brzmi „Chemomontaż” S.A. w upadłości.

## Przedmiot produkcji
- aparatura i urządzenia oraz konstrukcje dla przemysłu:
  - chemicznego
  - rolno-spożywczego
  - farmaceutycznego w tym:
    - zbiorniki ciśnieniowe
    - wymienniki ciepła
    - mieszalniki i reaktory
    - kolumny i inne.

Źródło:

## Aparaturę wykonywano ze
- stali węglowych
- stali kwasoodpornych
- metali kwasowych z wykładziną gumową.

Źródło:

## Przedmiot montażu
- instalacje przemysłowe
- konstrukcje stalowe w kraju i zagranicą (NRD, Czechosłowacja, Węgierska Republika Ludowa)[1].

Źródło:
W sumie prowadzono prace na 92 budowach krajowych, min. w Radomiu, Wrocławiu, Jeziornej, Włocławku, Bydgoszczy, Warce, Grójcu, Sochaczewie, Siedlcach, Ostrołęce, Toruniu, Łodzi, Brzegu Dolnym, Zgierzu i Warszawie.

## Transport
W Pionkach przy ulicy Wspólnej przedsiębiorstwo posiadało bazę transportową w której zlokalizowany był tabor kołowy. Korzystał z bocznicy kolejowej Pronitu na stacji kolejowej Pionki.

## Dyrektorzy naczelni
- inż. Mieczysław Kaczmarski (był 30 kwietnia 1973)[4]
- inż. Stanisław Dyjas
- inż. Jelonkiewicz (był grudzień 1987)[3].

## Baza wypoczynkowa
- Biała Góra – ośrodek wypoczynkowy
- Szymbark – ośrodek kolonijny dla dzieci
- Pionki – zakupiono teren pod ogródki działkowe na którym urządzono 70 ogródków[1].